# توني تيريزا
توني تيريزا (بالإنجليزية: Tony Teresa)‏ هو لاعب كرة قدم أمريكية ولاعب كرة القدم الكندية أمريكي، ولد في 8 ديسمبر 1933 في بيتسبورغ في الولايات المتحدة، وتوفي في 16 أكتوبر 1984.

## وصلات خارجية
- توني تيريزا على موقع مرجع كرة القدم المحترفة.كوم (الإنجليزية)